# U2 (Neurenberg)
De metrolijn U2 is een metrolijn in de Duitse stad Neurenberg. De lijn werd geopend op 28 januari 1984. Het traject is 13,1 kilometer lang en is de tweede metrolijn in Neurenberg. De start-en eindstations zijn  Röthenbach en Flughafen (luchthaven).

## Stations

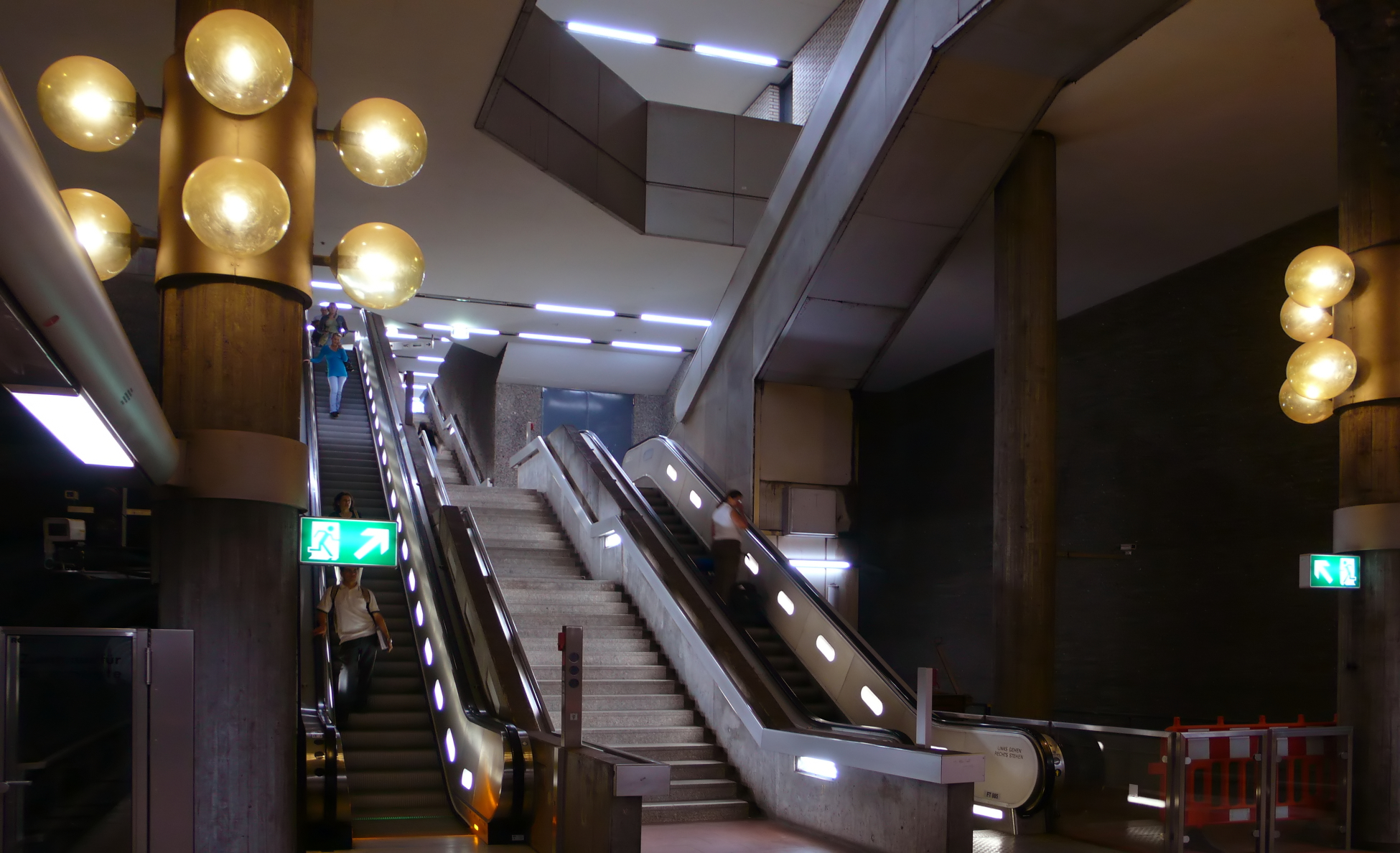
Roltrappen in station Rothenburger Straße

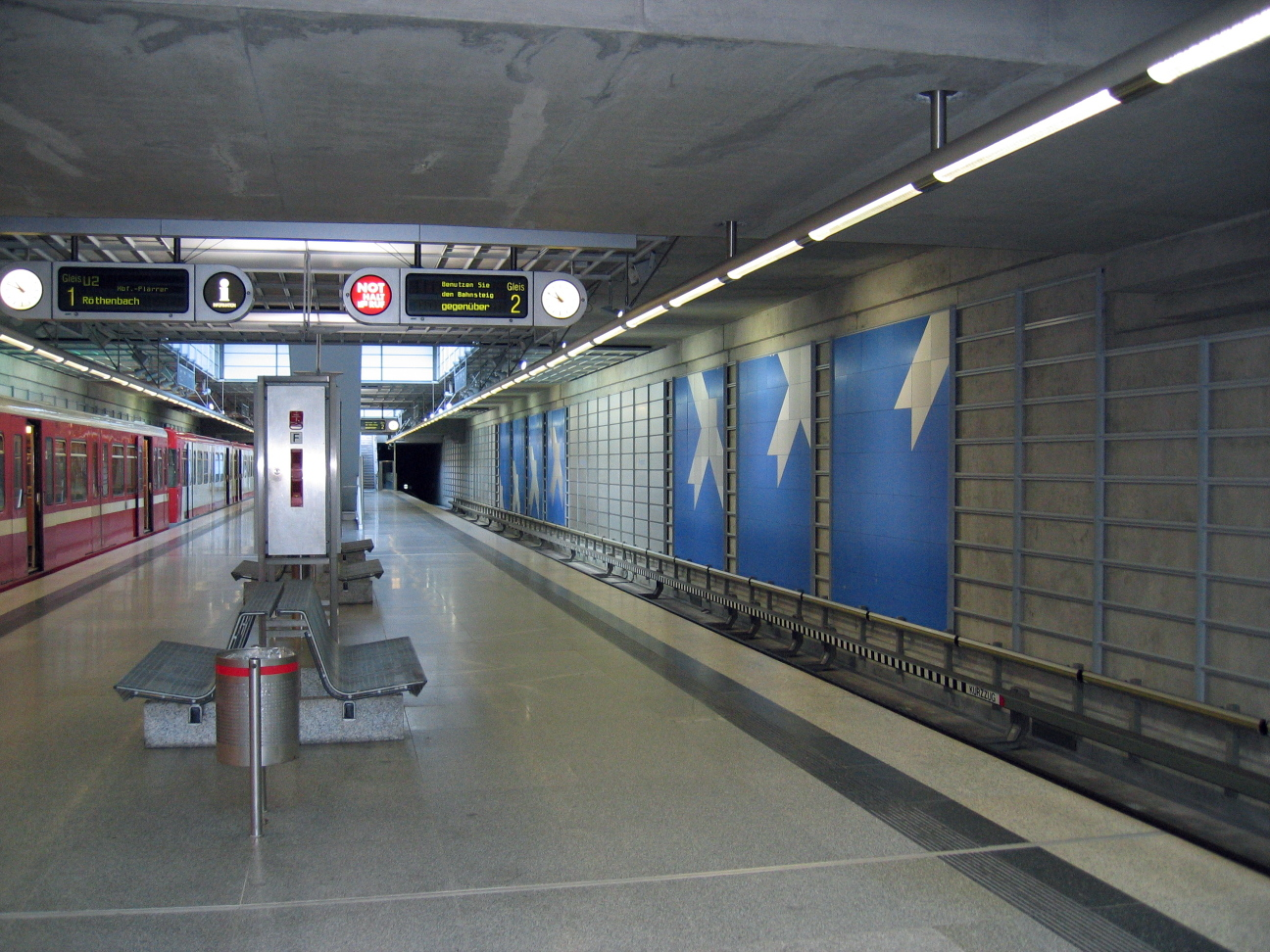
Station Flughafen (Luchthaven)

| Station             | Overstappunt     | Foto * | Type                         | Geopend           | Ligging                       | District         |
| ------------------- | ---------------- | ------ | ---------------------------- | ----------------- | ----------------------------- | ---------------- |
| Flughafen           |                  | 870 !  | kuip                         | 27 november 1999  | 49° 29′ 38″ NB, 11° 4′ 43″ OL |                  |
| Ziegelstein         |                  | 860 !  | kuip                         | 27 november 1999  | 49° 29′ 6″ NB, 11° 6′ 19″ OL  | Ziegelstein      |
| Herrnhütte          |                  | 850 !  | kuip                         | 27 januari 1996   | 49° 28′ 43″ NB, 11° 6′ 36″ OL | Herrnhütte       |
| Nordostbahnhof      | DB               | 840 !  | kuip                         | 27 januari 1996   | 49° 28′ 19″ NB, 11° 6′ 16″ OL | Schoppershof     |
| Schoppershof        |                  | 830 !  | enkelgewelfdstation          | 22 mei 1993       | 49° 27′ 53″ NB, 11° 6′ 2″ OL  | Schoppershof     |
| Rennweg             |                  | 820 !  | enkelgewelfdstation          | 22 mei 1993       | 49° 27′ 40″ NB, 11° 5′ 37″ OL | Rennweg          |
| Rathenauplatz       |                  | 810 !  | kuip                         | 29 september 1990 | 49° 27′ 25″ NB, 11° 5′ 22″ OL | Gärten bei Wöhrd |
| Wöhrder Wiese       |                  | 800 !  | kuip                         | 29 september 1990 | 49° 27′ 9″ NB, 11° 5′ 13″ OL  | Gleißbühl        |
| Hauptbahnhof        | , S1, S2, S3, DB | 540 !  | ondiep gelegen zuilenstation | 28 januari 1978   | 49° 26′ 49″ NB, 11° 4′ 54″ OL | Tafelhof         |
| Opernhaus           |                  | 510 !  | ondiep gelegen zuilenstation | 24 september 1988 | 49° 26′ 48″ NB, 11° 4′ 30″ OL | Tafelhof         |
| Plärrer             |                  | 500 !  | ondiep gelegen zuilenstation | 20 september 1980 | 49° 26′ 54″ NB, 11° 3′ 55″ OL | Gostenhof        |
| Rothenburger Straße | , DB             | 440 !  | dubbelgewelfdstation         | 28 januari 1984   | 49° 26′ 40″ NB, 11° 3′ 19″ OL | Gostenhof        |
| St. Leonhard        |                  | 330 !  | ondiep gelegen zuilenstation | 28 januari 1984   | 49° 26′ 20″ NB, 11° 3′ 0″ OL  | St. Leonhard     |
| Schweinau           |                  | 320 !  | dubbelgewelfdstation         | 28 januari 1984   | 49° 26′ 3″ NB, 11° 2′ 5″ OL   | Schweinau        |
| Hohe Marter         |                  | 310 !  | kuip                         | 27 september 1986 | 49° 25′ 45″ NB, 11° 2′ 39″ OL | Schweinau        |
| Röthenbach          |                  | 300 !  | kuip                         | 27 september 1986 | 49° 25′ 15″ NB, 11° 1′ 54″ OL | Röthenbach       |

- De sorteerwaarde van de foto is de ligging langs de lijn

## Openingsdata
- 28 januari 1984: Plärrer ↔ Schweinau
- 27 september 1986: Schweinau ↔ Röthenbach
- 23 september 1988: Plärrer ↔ Hauptbahnhof
- 24 september 1990: Hauptbahnhof ↔ Rathenauplatz
- 29 september 1993: Rathenauplatz ↔ Schoppershof
- 27 januari 1996: Schoppershof ↔ Herrnhütte
- 27 november 1999: Herrnhütte ↔ Flughafen